# Riisu
Riisu è il secondo album in studio del gruppo industrial metal finlandese Ruoska, pubblicato nel 2003.

## Tracce
1. Elon tiellä – 3:18
2. Puhe – 3:57
3. Darmstadt – 3:32
4. Kuka luopuisi kuolemastaan – 3:41
5. Synkät soinnut, rujot riimit – 3:22
6. Riisu – 3:56
7. Työmiehen haudalla – 4:46
8. Rauta valittaa – 4:00
9. Airut – 3:50
10. Maailmanlopun pyörä – 2:55
11. Piruparka – 4:48

## Formazione
- Patrik Mennander - voce
- Anssi Auvinen - chitarra
- Kai Ahvenranta - chitarra
- Mika Kamppi - basso
- Sami Karppinen - batteria